# Pegaso-SAVA 5720

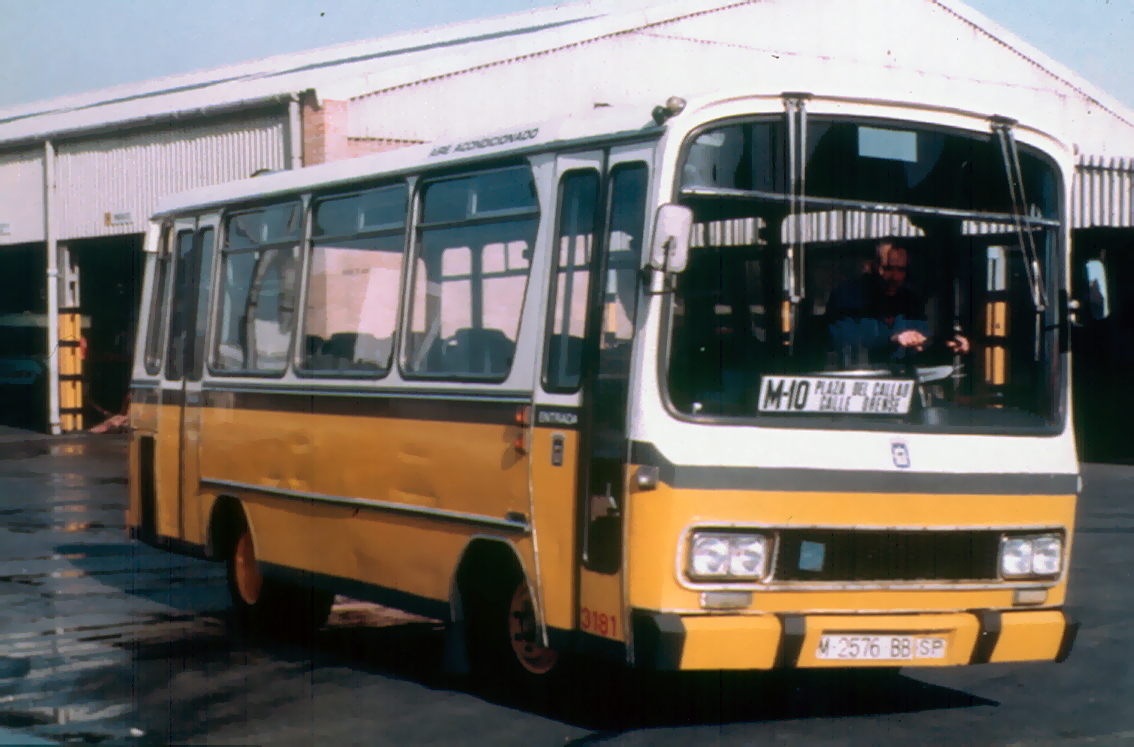
Microbús modelo 5720, perteneciente a la flota de la EMT de Madrid

El Pegaso-SAVA 5720 fue un microbús de servicio urbano lanzado al mercado por ENASA a partir de 1973, especialmente indicado para líneas con una baja demanda de viajeros y/o recorridos difíciles (calles estrechas, etc.)

## Historia
Tras la completa absorción de la Sociedad Anónima de Vehículos Automóviles ( SAVA ) por parte de ENASA en 1968, la producción de la fábrica vallisoletana quedó dedicada al sector de vehículos de gama media y ligera, tanto en vehículos para el transporte de pasajeros como de mercancías. Así, la producción de microbuses de ENASA quedó englobada dentro de la gama 5700, siendo comercializados bajo la marca Pegaso-SAVA. Uno de los lanzamientos más exitosos en la gama 5700 fue el microbús 5720, destinado principalmente al servicio urbano. 
Comercializado como un chasis carrozable, no tardó en ser adquirido por multitud de empresas de transporte, tanto pequeñas empresas de pueblos y ciudades de pequeño y mediano tamaño, como por grandes empresas de ciudades como Madrid, pues sus características lo hacía idóneo para toda clase de servicios, dentro de las limitaciones propias de este tipo de vehículo.
El espaldarazo definitivo vino en 1975 de la mano de la EMT de Madrid, que realizó un pedido de 180 unidades de cara a sustituir la flota con la que se prestaba el servicio de microbuses. Los vehículos se matricularon del 1 al 180, para, posteriormente, engrosar la serie 3000, del 3041 al 3220. Poco tiempo después, fue  necesario adquirir cuatro unidades más, para reemplazar a 3 coches que habían quedado destruidos por incendios. Así, globalmente, la serie se vio incrementada en una unidad, que fue numerada como 3221. 
Estos coches fueron carrozados por Unicar, quien aplicaría su modelo Arosa. Además, en la EMT estos coches contaban, entre otras comodidades, con la ventaja de contar con aire acondicionado, y exclusivamente plazas sentadas, pues el servicio a prestar difería claramente del de la red ordinaria.
En 1987, la llegada de los nuevos midibuses Pegaso 5317 al Parque de la EMT supuso la decadencia del 5720 en Madrid, siendo la mayoría de coches enajenados como vehículos de segunda mano. Muchos de ellos conocieron una segunda vida prestando servicio en diversas auto-escuelas como vehículos de formación y examen, si bien es cierto que todos ellos fueron desapareciendo con el correr de los años, a excepción del coche ex-EMT 3195 que, tras prestar servicio en la auto-escuela Rayva (Orense) quedó estacionado en un pedestal a modo de reclamo publicitario, siendo recuperado en marzo de 2009 por la EMT de cara a su incorporación a la colección de autobuses históricos de la EMT madrileña.
Otros coches, como los que prestaron servicio en la ciudad de Málaga han sido preservados y restaurados por diversas entidades y organizaciones.